# Рогозовский сельсовет
Рого́зовский сельсове́т — упразднённое сельское поселение в Ромненском районе Амурской области.
Административный центр — село Рогозовка.

## История
29 ноября 2004 года в соответствии Законом Амурской области № 382-ОЗ муниципальное образование наделено статусом сельского поселения.
Законом от 22 мая 2020 года № 529-ОЗ упразднён в результате преобразования района в муниципальный округ.

## Население
| 2002 | 2010 | 2011 | 2012 | 2013 | 2014 | 2015 |
| ---- | ---- | ---- | ---- | ---- | ---- | ---- |
| 830  | ↘493 | ↘489 | ↘483 | ↘479 | ↘466 | ↘456 |
| 2016 | 2017 | 2018 |      |      |      |      |
| ↘444 | ↘422 | ↘415 |      |      |      |      |

## Состав сельского поселения
| № | Населённый пункт | Тип населённого пункта       | Население |
| - | ---------------- | ---------------------------- | --------- |
| 1 | Вознесеновка     | село                         | ↘87       |
| 2 | Высокое          | село                         | →16       |
| 3 | Климовка         | село                         | ↘21       |
| 4 | Рогозовка        | село, административный центр | ↗291      |